# Націоналізм (книга)
«Націоналізм» — книга Дмитра Донцова. Вперше видана в друкарні ОО. Василіян у Жовкві в 1926 році. Потім кілька разів перевидавалась.
В журналі «Розбудова Нації» (ч. 7-8, 1928) вийшла стаття Степана Ленкавського «Філософічні підстави „Націоналізму“ Донцова».
Огляд «Важливійші ідеї „Націоналізму“ Донцова та порушені ним проблеми» становить розділ IV книги Роберта Паклена. Основи націоналістичного світогляду і українські націоналісти / Том. 3. — Б.м. : Чужина, 1978. — С. 87–148.

## Зміст та основна ідея
Книга «Націоналізм» містить три частини: «Українське провансальство», «Чинний націоналізм», «Українська ідея».
Донцов формує національну ідею як «Ідеал панування певної етнічної групи над територією, яку вона одержала в спадщині по батьках і яку хоче залишити своїм дітям». Донцов також пише: 
| України, якої прагнемо, ще нема, але ми можемо створити її в нашій душі". Українці без ілюзій, усвідомлюють, що попри Декларації та Акти, ми живемо в окупованій ментально чужим елементом нашій Батьківщині. І те, що вона наша, а не їхня, — повинні відчувати ми і вони. "… поки ми не виплекаємо в собі пристрасного бажання створити свій власний світ з зовнішнього хаосу, поки «малоросійську» ніжність не заступить у нас зачіпна любов посідання, поки теореми — не стануть аксіомами, догмами, «соромливість» — не обернеться в «брутальність», а безхребетне «народолюбство» — в агресивний націоналізм, — доти не стане Україна нацією. |

## Окремі видання
- Дмитро Донцов. Націоналізм. — 3-тє вид. — Лондон, 1966.
- Дмитро Донцов. Націоналізм / Підготовлене головою Молодіжного конгресу Віктором Рогом ; автор передмови Сергій Квіт. — Вінниця : ДП ДКФ, 2006.
- Дмитро Донцов. Націоналізм. — Київ : ФОП Стебляк О. М., 2015. — 256 с. — ISBN 978-966-1635-15-8. (Перевидання Вінницького видання 2006 року.)